# StEG I 476–487
Die StEG I 476–487 waren Engerth-Lokomotiven der Staats-Eisenbahn-Gesellschaft (StEG), einer privaten Eisenbahngesellschaft Österreich-Ungarns.
Die zwölf Maschinen gehörten zu einer größeren Anzahl an Engerth-Loks der StEG, die von verschiedenen Herstellern beschafft wurden und sich daher mehr oder weniger voneinander unterschieden.
Die hier besprochenen Fahrzeuge wurden von der Maschinenfabrik Esslingen 1857 geliefert.
Sie bekamen im ersten Bezeichnungsschema der StEG die Nummern 476–487 sowie die Namen SMICHOV, WRSCHOWITZ, REICHSTADT, PÜRGLITZ, FRIEDLAND, BÖHMERWALD, ST. IVAN, MÜNCHENGRÄTZ, ZÖPTAU, SCHRECKENSTEIN, LÁMRSK und WITTINGAU.
1858 baute Esslingen weitere zwei baugleiche Maschinen, denen bei der StEG die Nummern 492–493 und die Namen HRADSCHIN und TRÜBAU zugeordnet wurden.
Im Bezeichnungsschema von 1873 bekamen die 14 Maschinen die Nummern 744–757 und die Kategorie IVh zugeordnet.
1897 kamen die sieben verbliebenen Lokomotiven der ersten und eine der zweiten Lieferserie als 3260–3267 in das dritte Bezeichnungsschema der StEG.
Als die StEG 1909 verstaatlicht wurde, befanden sie sich nicht mehr im Lokomotivbestand.
Laut Mayers Dissertation waren die hier beschriebenen Fahrzeuge baugleich mit den unter SStB – Nabresina bis Prosecco beschriebenen.
Die unterschiedlichen Zylinderbemaßungen sprechen allerdings gegen diese Behauptung.